# Bercel
Bercel é um município da Hungria, situado no condado de Nógrád. Tem 35,9 km² de área e sua população em 2015 foi estimada em 2.044 habitantes.